# Pseudomaraces melli
Pseudomaraces melli är en stekelart som först beskrevs av Heinrich 1931.  Pseudomaraces melli ingår i släktet Pseudomaraces och familjen brokparasitsteklar. Utöver nominatformen finns också underarten P. m. shanicus.